# Simulium lutzi
Simulium lutzi es una especie de insecto del género Simulium, familia Simuliidae, orden Diptera.
Fue descrita científicamente por Knab, 1913.